# Śródborów (Otwock)
Śródborów – część miasta Otwocka, położona w jego południowej części.

## Opis
Śródborów został założony w 1922 roku jako miasto-ogród w gminie Glinianka. 1 października 1932 kolonię Śródborów włączono do Otwocka.
Na terenie Śródborowa znajduje się m.in. kościół Niepokalanego Serca Maryi (siedziba parafii pod tym samym wezwaniem) i przystanek kolejowy Otwock Śródborów.